# المهجة (مجلة)
المُهجة مجلة طبية أسبوعية تخضع للمراجعة تُعنى بكل مجالات طب وجراحة القلب والأوعية الدموية. هي الجريدة الرسمية لجمعية القلب والأوعية الدموية البريطانية. تأسست في عام 1939 باسم مجلة القلب البريطانية وتنشرها مجموعة BMJ . تم تغيير الاسم من مجلة القلب البريطانية (بالإنجليزية: British Heart Journal) إلى المُهجة في عام 1996 مع بداية المجلد 75.

## روابط خارجية
- الموقع الرسمي